# Institut d'études politiques de Madagascar
L'Institut d'études politiques de Madagascar est un établissement privé d'enseignement supérieur de haut niveau, basé à Antananarivo, Madagascar. L'IEP Madagascar a l'ambition, outre de former les futurs décideurs de la Nation, d'être un acteur important dans le processus de développement de Madagascar. Il est le seul établissement malgache à proposer un diplôme spécialisé en science politique. Il est partenaire du réseau des Grandes écoles d'Instituts d'études politiques à l'international. Membre de l'Association Internationale de Science Politique, cette projection à l'international confère à l'institut une dimension particulière dans le monde de l'enseignement supérieur malgache.

## Historique

### De la fondation à 2012
L'Institut d'études politiques Madagascar ouvre ses portes en octobre 2010.
La première année académique de l’IEP Madagascar a été marquée par la rentrée des apprenants en formation professionnelle en Management Territorial et Développement (MTD) au nombre de 54. Les apprenants issus du partenariat avec le Ministère de l’Aménagement du Territoire et de la Décentralisation inaugurent la première promotion de l'IEP Madagascar.
L’année académique 2011-2012 compte quelque 170 étudiants et apprenants, toutes filières confondues de la première année au Master, répartis comme suit :
- 80 étudiants de 1re année dans les filières MP, MCJ, MFA, MTD,
- 54 apprenants en formation professionnelle en Management Territorial et Développement
- 40 apprenants de Master 1 en Sciences Politiques

L’IEP Madagascar organise également des formations professionnelles. En juin 2012, des enseignants experts de l’IEP ont dispensé des formations sur le thème des finances publiques auprès des membres du Congrès de la Transition.
Durant sa première année, l’IEP Madagascar obtient l’agrément et l’homologation pour le diplôme de DTS (BAC+2).

### De 2012 à aujourd'hui
En 2012, l’IEP Madagascar accueille 200 étudiants FI et FC de la 1re année au doctorat. 75 sont en première année, 55 en deuxième ; 20 étudiants sont en M1, et 30 en M2. L'école doctorale comprend 12 étudiants. 
Parmi ces effectifs, l’IEP Madagascar compte :
- 5 différentes nationalités
- Des étudiants venant des différentes régions de Madagascar (15 régions)
- Une vingtaine de boursiers

À sa deuxième année, l’IEP Madagascar a mis en place des partenariats académiques internationaux avec sept écoles et universités, permettant notamment un programme de mobilité internationale avec l'IEP de Paris, l'IEP de Toulouse, l'IEP de Strasbourg, l'Ecole nationale d'administration, l'ENAP Canada.
En 2013, l’IEP Madagascar devient membre de l’association internationale de science politique ainsi que l’association française de science politique.
En 2013 également, l’IEP Madagascar obtient l’habilitation de son unique mention «  La Science Politique » pour les niveaux Licence et Master et Doctorat.
En 2020, l'IEP Madagascar a 12 partenaires internationaux : IEP de Paris, l'IEP de Toulouse, l'IEP de Strasbourg,  IEP de Grenoble, Sciences Po Bordeaux, Sciences Politiques Tunis, EGE Rabat, l'Ecole nationale d'administration, l'ENAP Canada, Université de Prétoria, Università degli Studi di Perugia, UQAM Université Québec Montréal. 

## Admission
Il est possible d’intégrer l’IEP Madagascar au niveau L1, M1 et Doctorat sur sélection :
Sont admissibles en L1 les bacheliers issus de toutes séries confondues. La sélection des candidats se fait sur deux étapes : la phase d'admissibilité correspond à l’étude de dossier (lettre de motivation, CV, notes du bac) ainsi qu'un concours écrit (culture générale, civilisations malgaches, langues, tests psycho-techniques) tandis que l'admission définitive se décide à la suite d'un entretien oral face à un jury composé de professeurs de l'IEP ainsi que de responsables pédagogiques. 
Sont admissibles en M1 les étudiants de niveau BAC+3 issus de toutes filières confondues. La sélection des candidats se fait sur suivant le même principe qu'une entrée en L1 : l’étude de dossier (lettre de motivation, CV, parcours et notes), le concours écrit (dossier à thème, culture générale, civilisations malgaches, langues, logico-maths) auquel s'ajoute la remise d'un dossier de synthèse sur un sujet donné sur un délai de 15 jours après le concours écrit, et sa soutenance à l’oral.
Sont admissibles en Doctorat les étudiants de niveau DEA ou Master 2 en science politique ou sciences sociales. La sélection des candidats se fait sur étude de dossier (projet de thèse, CV, parcours, motivation) et entretien.

## Cursus

### Licence
La première année se déroule en tronc commun, avec l'objectif de fournir aux étudiants une culture générale de base, ainsi que la maîtrise de plusieurs outils et méthodologies de travail. Les enseignements donnés sont le droit, l'économie, l'histoire et la sociologie. Les conférences de méthode favorisent les cas pratiques et assurer l'acquisition des connaissances et méthodes de travail.
La deuxième année prolonge l'optique pluridisciplinaire de l'année précédente, et vise à inculquer aux étudiants les bases nécessaires des sciences politiques avec un début d'approfondissement. Les conférences de méthode dominent l'année. Les cours dispensés sont ceux de comptabilité publique, d'économie du développement, de finance publique, de macroéconomie, de sociologie politique, de théorie des organisations et de droit constitutionnel. 
La deuxième année se termine par un stage pratique de trois mois, inaugurant le processus de professionnalisation des étudiants. 
L'ultime année de licence dispense des cours de niveau avancé. Les cours fondamentaux tels que celui de politiques publiques, d'économie politique, d'histoire politique, de communication et de culture et de relations Internationales, sont dispensés en préparation de la future spécialisation en master. La troisième année prévoit également une intégration professionnelle par un stage de trois à six mois. 
Certains étudiants préalablement sélectionnés après étude de dossier, concours et entretien individuel, effectuent la troisième année en échange au sein d'un établissement partenaire. Les crédits obtenus sont reconnus par l'IEP Madagascar qui peut ainsi valider le diplôme de l'étudiant à son retour. 

### Master
Les masters offrent une formation spécialisée de haut niveau dans quatre parcours, sur deux années :
- Affaires Publiques
- Communication et Journalisme
- Économie et Finances
- Relations Internationales Publiques et Privées
- Environnement et Développement Durable
- Humanitaire et Développement
- Leadership Politique

Les étudiants suivent des cours spécialisés et séminaires en petits groupes avec des méthodologies pratiques : échanges, recherche, conférences, études de cas. De nombreux outils et méthodologies de travail et de management sont également dispensés.
Le Master se termine par un stage pratique de trois à six mois et la rédaction d’un mémoire.
Les départs en échange (mobilité) se font à tous les niveaux du master et font également l'office du même processus de sélection que les étudiants en Licence. Les étudiants en Master accédant directement aux programmes du second cycle des écoles partenaires.

### Doctorat
Le laboratoire « Gouvernance et Développement » propose des axes thématiques de recherche, aussi bien en recherche-action ou en recherche fondamentale, notamment dans les domaines suivants :
- Science Politique
- Histoire Politique
- Sociologie Politique
- Politiques Publiques
- Gouvernance
- Développement Local

## Vie étudiante
À l’IEP Madagascar, les enseignements de base sont renforcés par des accompagnements para universitaires des étudiants. 
Des ateliers d’appui à l’enseignement (APE) dynamisent la vie étudiante pour développer auprès de chacun, des compétences spécifiques, un esprit d’initiative, la capacité d’une participation active ou de conduite de projets…
Ainsi, le programme APE propose notamment des clubs de langues avec des associations externes (anglais, chinois, kabary), des séances pratiques dans le domaine de l’aménagement et la vie publique (débats, recherche, descente sur terrains). Dans la promotion aussi bien des prises de position, de l’engagement que de la démocratie, les étudiants sont initiés aux débats et joutes oratoires, leadership…
La vie étudiante est rythmée par trois clubs principaux : le Club Culture et Vie Politique (CVIP), le Club Politiques Publiques (CPOP), le Club Environnement et Développement Durable (CEDD) et le Club de Relations Internationales (CRI). Ces clubs ont la charge d'organiser divers événements relatifs à leur domaine de spécialisation en permettant aux membres de s'investir dans la conduite de projets et l'esprit d'entraide, de réseautage et de transparence.  
En outre, des activités purement culturelles, sociales ou sportives, des conférences et séminaires sont régulièrement tenus. 

## Formation professionnelle
Quatre types de formation sont proposés à l'IEP Madagascar :
1. Le cycle long en Science Politique
2. L'université d'été et d'hiver
3. Des formations par thématique (il en existe 6 : Sciences Politiques, Développement, Relations Internationales, Management des Organisations Civiles, Communication et Leadership, Gouvernance)
4. Des formations modulaires à la demande (formule libre pour choisir des modules au sein des thématiques).

## Enseignants
Les enseignants de l’IEP Madagascar comprennent à la fois des enseignants de métiers, des docteurs dans leur spécialisation, mais aussi des professionnels de haute qualification comme des inspecteurs d’État, des magistrats, des experts comptables. L’IEP Madagascar a recours à des experts nationaux et internationaux.